# Paris Université Club (rugby a 15)
Il Paris Université Club è un club francese di rugby a 15, filiale della omonima polisportiva universitaria parigina.
Fondato nel 1906, è soprattutto un club di formazione: pur non avendo mai il titolo maggiore di campione di Francia, è giunto tre volte alla semifinale di campionato ed è stato il club d'origine di molti giocatori francesi, nonché destinazione europea di numerosi giocatori dell'Emisfero Sud.
Nella stagione 2017-18 milita in Fédérale 2, la quarta divisione nazionale francese.
Disputa i suoi incontri interni allo Stadio Charléty di Parigi e i suoi colori sociali sono il bianco e il viola.